# استفان مولن
استفان مولن (انگلیسی: Stéphane Moulin؛ زادهٔ ۴ اوت ۱۹۶۷) بازیکن فوتبال اهل فرانسه است.
از باشگاه‌هایی که در آن بازی کرده‌است می‌توان به باشگاه فوتبال آنژه اشاره کرد.